# Who? (만화)

《who?》는 다산어린이에서 출판하는 인물 교양 학습 만화이다. 아래 5개의 시리즈가 출간되었다.
- 만화로 만나는 세상을 바꾼 위대한 인물들의 이야기 <who? 세계인물> 시리즈

- 기술로 세상을 발전시킨 과학자들의 이야기 <who? 인물 사이언스> 시리즈
- 초등 한국사, 인물로 시작하자! <who? 한국사> 시리즈
- 최고의 명작을 탄생시킨 아티스트들을 만나다 <who? 아티스트> 시리즈
- 중국을 알아야 미래의 주인공이 될 수 있다! <who? 인물 중국사> 시리즈
- 이외에 <who? 스페셜> 시리즈가 지속 출간 중이며, 최근 <who? K-pop> 시리즈도 출간되었다.

## who? 세계 인물 시리즈 (전40권)
1. 버락 오바마
2. 힐러리 클린턴
3. 에이브러햄 링컨
4. 마틴 루서 킹
5. 윈스턴 처칠
6. 워런 버핏
7. 넬슨 만델라
8. 앤드루 카네기
9. 빌리 브란트
10. 호찌민
11. 체 게바라
12. 무함마드 유누스
13. 마거릿 대처
14. 저우언라이
15. 샘 월턴
16. 김대중
17. 드와이트 아이젠하워
18. 마오쩌둥
19. 아웅산수찌
20. 마쓰시타 고노스케
21. 마하트마 간디
22. 헬렌 켈러
23. 마더 테레사
24. 알베르트 슈바이처
25. 임마누엘 칸트
26. 로자 룩셈부르크
27. 카를 마르크스
28. 노먼 베순
29. 존 메이너드 케인스
30. 마리아 몬테소리
31. 피터 드러커
32. 왕가리 마타이
33. 마거릿 미드
34. 프리드리히 니체
35. 쑨원
36. 지크문트 프로이트
37. 존 스튜어트 밀
38. 하인리히 슐리만
39. 헨리 데이비드 소로
40. 버트런드 러셀

## 추가 문헌
- 인물 사이언스 보관됨 2021-02-26 - 웨이백 머신
- 한국사 보관됨 2021-02-26 - 웨이백 머신
- 아티스트 보관됨 2021-02-26 - 웨이백 머신
- 인물 중국사 보관됨 2021-02-26 - 웨이백 머신